# Anton Burger (Maler)

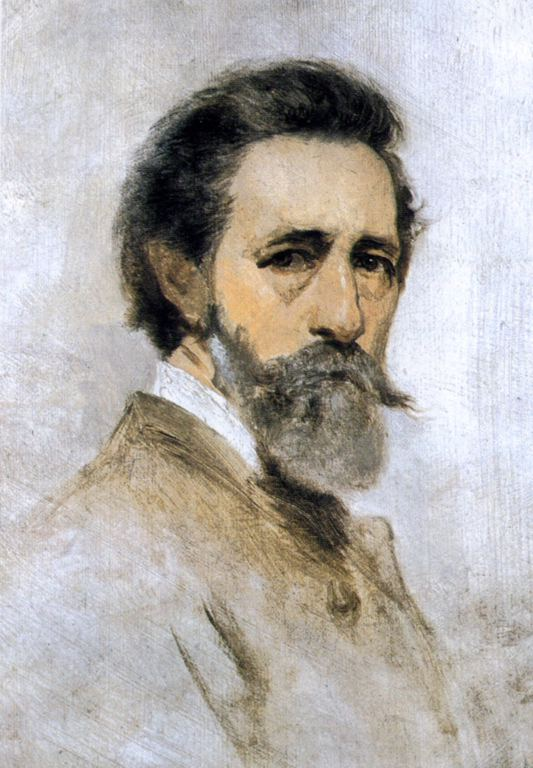
Selbstbildnis

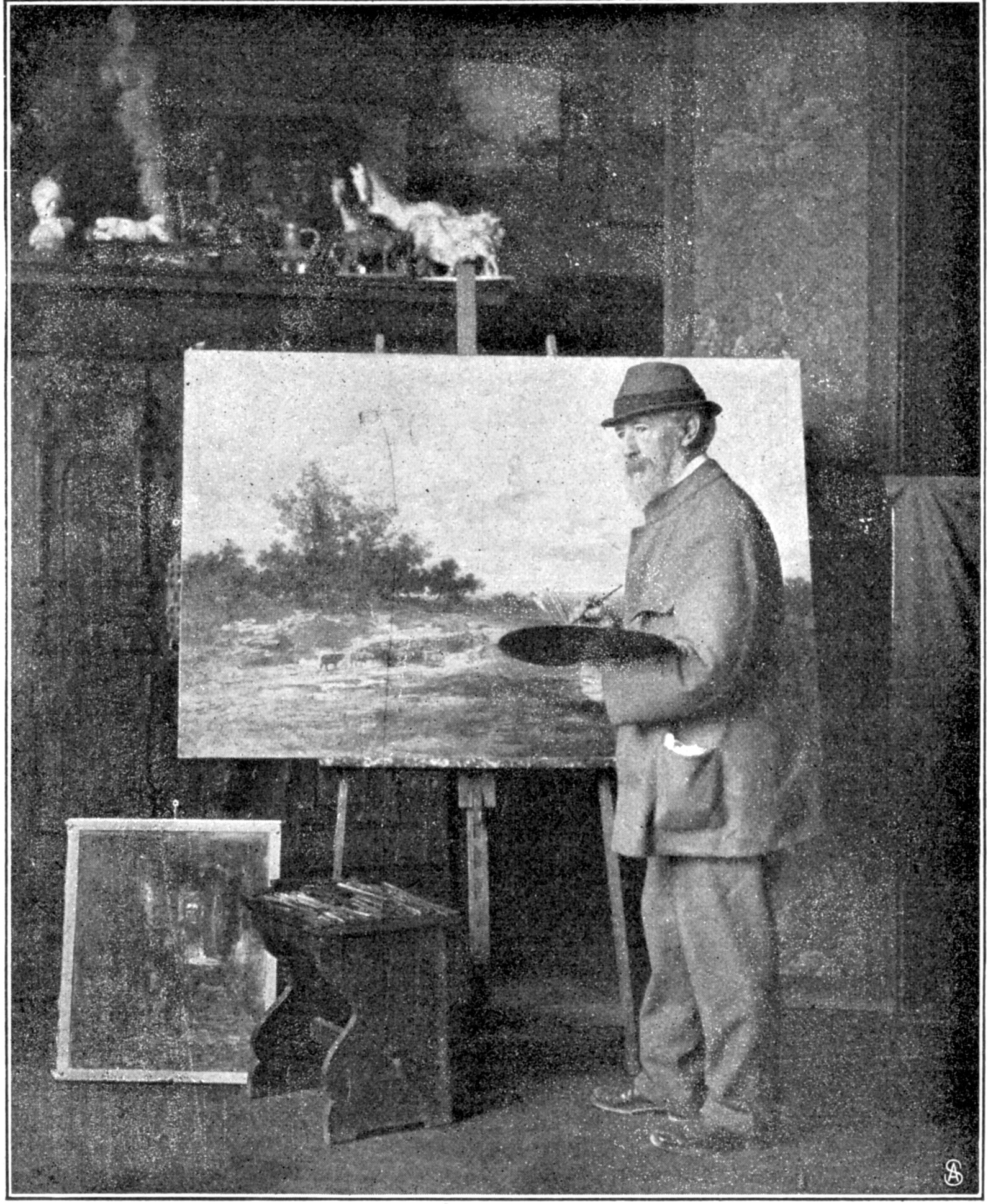
Burger in seinem Atelier

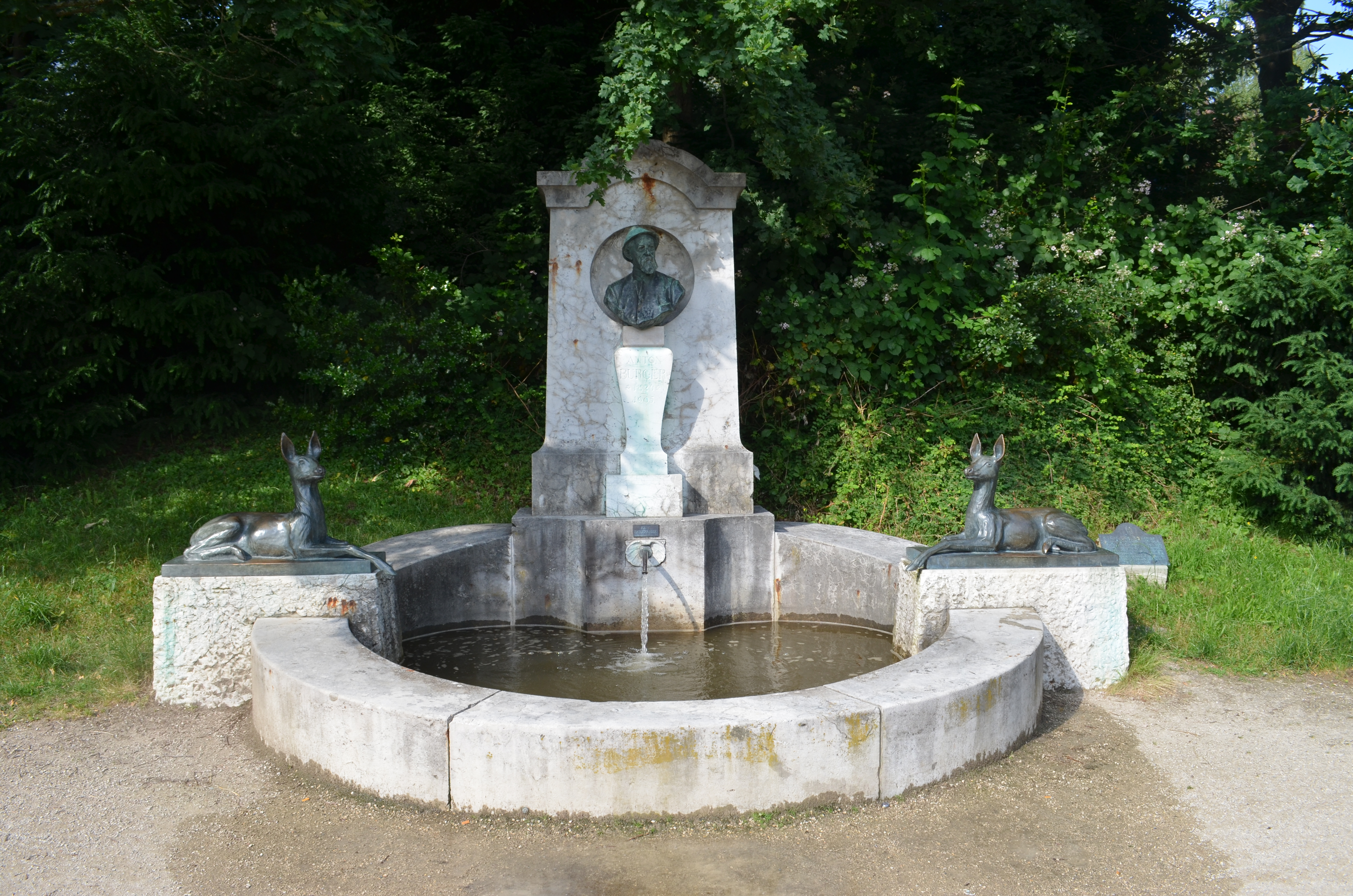
Anton-Burger-Denkmal

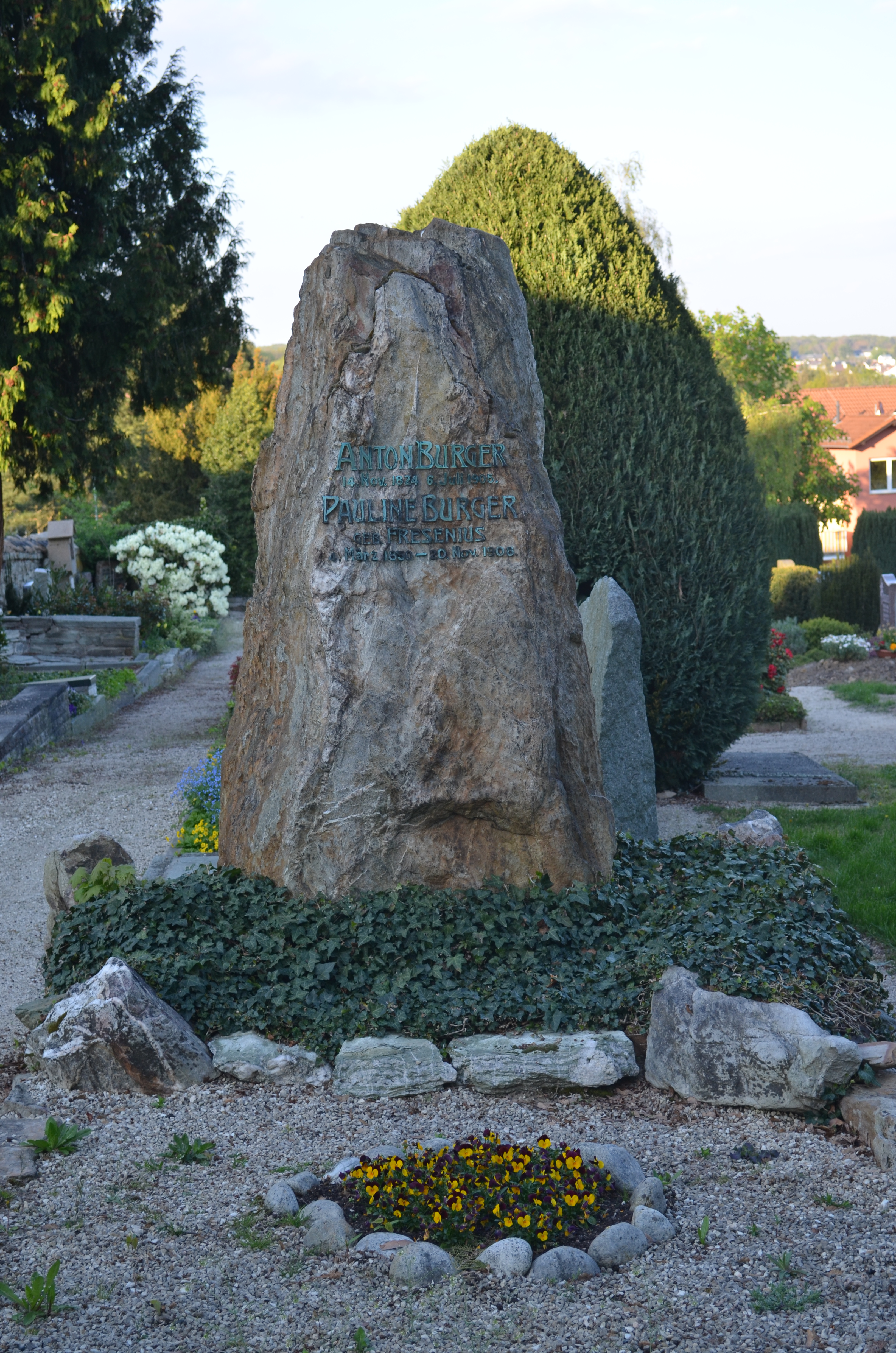
Grab von Anton Burger

Anton Burger (* 14. November 1824 in Frankfurt am Main; † 6. Juli 1905 in Kronberg) war ein deutscher Maler, Zeichner und Radierer.

## Leben
Burger studierte von 1842 bis 1846 am Städelschen Kunstinstitut und war Schüler von Johann Jakob Jung, Jakob Becker und Philipp Veit, auf dessen Anregung er nach München ging, dort aber nur bis 1848 blieb. Burger kehrte nach Frankfurt zurück. 1851 heiratete Burger seine Jugendfreundin Katharina Elise Heislitz, die bereits 1856 starb. 1853 unternahm Burger mit Angilbert Goebel und Philipp Rumpf eine Studienreise nach Paris, wo er u. a. Camille Corot und Gustave Courbet traf. Um 1855/1856 war Burger in Düsseldorf Privatschüler von August Weber, einem bekannten Vertreter der Düsseldorfer Malerschule. 1858 siedelte er nach Kronberg im Taunus über. 1859 ging er eine zweite Ehe ein, er heiratete die Kronberger Arzttochter Anna Johanna Auguste Küster (1832–1876), die ebenfalls früh starb. Mit Jakob Fürchtegott Dielmann  gründete er 1861 dort die Kronberger Malerkolonie, deren Mittelpunkt er bis zu seinem Tod blieb. Er war sehr angesehen und wurde anerkennend der „König von Kronberg“ genannt. Sezessionistische Künstler unterstützte er im Frankfurt-Cronberger-Künstler-Bund. Seine dritte und letzte Ehe schloss Burger 1882 mit seiner ehemaligen Malschülerin Pauline Fresenius. 

## Ehrungen
1894 wurde Burger zum königlich preußischen Professor ernannt, er erhielt in seinem Leben zahlreiche Preise und Ehrungen. 
Am Schiller-Weiher im Victoriapark in Kronberg errichteten ihm Freunde und Verehrer im Jahre 1908 ein Denkmal, das der Münchner Bildhauer Karl Ludwig Sand (1859–1947) entworfen und gestaltet hatte.

## Werk
Anton Burger war wohl der fruchtbarste und vielseitigste der Kronberger Maler. Er malte in erster Linie Landschaftsbilder mit Motiven aus seiner näheren Umgebung: Frankfurt, dem Taunus und der Rhein-Main-Landschaft, außerdem malte er Interieurs, Porträts, Genrebilder, Veduten, Aquarelle und fertigte Radierungen.
Seine Bilder verkauften sich sehr gut, vor allem in der Umgebung, in der seine Bilder entstanden, es gehörte in Frankfurt zum „guten Ton“, einen „Burger“ zu besitzen. Aber auch im europäischen Ausland, besonders in Paris, Wien und London, fand Burger Käufer.